# Fuego gris (película)
Fuego gris es una película argentina surrealista-dramática y musical de 1994 coescrita y dirigida por Pablo César y protagonizada por María Victoria D'Antonio, Cristina Banegas, Arturo Bonín, Leonardo Sbaraglia, Alejo García Pintos y Eleonora Wexler. Se estrenó el 25 de agosto de 1994.
El film, definido por el director como "drama rock", cuenta con una banda sonora compuesta por Luis Alberto Spinetta, editada también como álbum homónimo y lanzado antes de la película. Es la única banda sonora en la que Spinetta participó durante toda su carrera.
El film fantástico no tiene diálogos, y su historia se desarrolla mediante una serie de imágenes mayormente alegóricas, entrelazadas con las canciones de Spinetta. Según el director, la película tiene una estructura de recorrido/aventura a través del mundo subjetivo y del mundo objetivo, a la manera de una "Alicia en el País de los Horrores".

## Sinopsis
La historia comienza con un epígrafe, (y el único texto que aparecerá en todo el transcurso de la misma):

Estoy por comenzar un viaje interior. Me quedé sin palabras. La gente no habla. El suicidio de mi mejor amiga. La violencia de mi padre y la locura de mi madre. ¿Cuánto tiempo me llevará atravesar el túnel del Silencio?

La protagonista (María Victoria D'Antonio) aparece primero trabajando en una oficina en la que los empleados se maltratan, y luego conduce una moto a través de un embotellamiento de tráfico, igualmente violento; se trata de una adolescente que fue violada de niña por su padre (Arturo Bonín), y que ahora se encuentra alienada del mundo y de su entorno más cercano.
Una noche la protagonista va al recital de su ídolo de rock, Kakón el Griego, pero no puede ingresar porque todas las entradas están vendidas. Mientras forcejea para intentar ingresar al recital, de repente cae por una alcantarilla. La joven se verá obligada entonces a correr "por los túneles pluviales de la ciudad de Buenos Aires en busca de la luz hacia su centro interior".
Su madre (Cristina Banegas), que también ha sido víctima de la violencia y el clima familiar insoportable que creó el padre, se ha vuelto loca. Al mismo tiempo y después del suicidio de su única amiga, la protagonista entra de golpe en un estado ensimismado, estado que la acompaña mientras alternativamente recorre y se esconde en un mundo ominoso e inestable dentro de su mente. En un momento la protagonista logra salir al mundo exterior, solo para comprobar que la realidad objetiva es tan o más irracional que la realidad subjetiva, cuando una lluvia de sapos en paracaídas caen sobre ella y frente al Obelisco de Buenos Aires. 
Al darse cuenta de que ella misma ha creado los oscuros escenarios por los que transita, la protagonista decide revertir la situación, y realizar una catarsis que la libere de sus demonios internos. Lentamente, la joven comienza a atravesar sus procesos psíquicos y simbólicos, enfrentándose a los traumas causados por el abuso físico y psicológico de su padre, el sufrimiento que le provoca la situación de su madre y los miedos que la han perseguido por tanto tiempo, con un ansia renovada de liberarse de sus cadenas mentales y alcanzar la paz interior.

## Reparto
- María Victoria D'Antonio
- Arturo Bonín
- Cristina Banegas
- Eleonora Wexler
- Leonardo Sbaraglia
- Alejo García Pintos
- Pompeyo Audivert
- Ana Elisa Paz
- Margot Moreyra
- Luis Alberto Spinetta
- Jorge Polaco
- Pablo César
- Viviana Puerta
- Roxana Randon
- Catarina Spinetta
- Valentino Spinetta
- Juan Minujín

## Producción
La película carece de diálogo y está sostenida por las imágenes y la banda musical compuesta por Luis Alberto Spinetta a modo de obra integral dramático-musical ("drama-rock"). Spinetta compuso 17 canciones especialmente para la película a partir del guion, que constituyen el eje de la trama junto a las imágenes:

La película está sustentada en imágenes y en las canciones de Spinetta, que cumplen un rol sensitivo e informativo. Ninguno de los dos queríamos que la letra fuera directa o explícita. Queríamos hacer algo metafórico.
Pablo César

El músico también participó como extra en las escenas que representan el Averno, y también aparecen sus hijos Catarina y Valentino. Sobre el papel principal interpretado por María Victoria D'Antonio, Pablo César dijo:

La chica la conseguí luego de un numeroso casting. Yo estaba buscando un varón pues el guion decía que era un chico. Pero no encontraba aquel adolescente andrógino que tenía que hacer el rol del protagonista. Un día llegando a la universidad me encontré en la calle con una chica que tenía todo lo que yo buscaba para el personaje y le propuse hacer un casting, una prueba. Trabajamos durante tres meses con ensayos muy intensos y todo salió muy bien.
Pablo César

El guion fue escrito suponiendo que Luis Alberto Spinetta aceptaría componer la música, cosa que finalmente hizo. Las escenas de túneles y sótanos se filmaron en un silo cerealero ubicado en el barrio de Retiro, mientras que dos escenas fueron filmadas en exteriores en Cabo Verde.
El póster promocional del film fue creado y diseñado por el famoso artista argentino Ciruelo. El póster del film también fue utilizado para ilustrar la tapa del álbum homónimo de Spinetta que formó parte de la banda sonora del film.

## Análisis
El periodista Claudio D. Minghetti de Página 12, analizó la película en estos términos:

César asume, hasta las últimas consecuencias, el riesgo de ser resistido, y eso en medio de la crisis -por agotamiento- del lenguaje tiene mérito. Fuego Gris resulta un desafío lleno de audacia. Una búsqueda, en todo caso, igual a la de esa chica sin nombre, por salir de ese autismo que el cine, en los últimos tiempos, también parece estar sufriendo.
Claudio D. Minghetti

El periodista Claudio España realizó en La Nación el siguiente análisis:

El film connota un espacio interior individual, personal, complejo y sui generis. Expresa asimismo los gustos de nuestra época y en esto queda claro el placer por la puesta en escena y los encuadres derivados del comic. No hay unidad narrativa pero conserva un estilo a lo largo de su duración. No se ciñe al contenido de la música y de las palabras de Spinetta, se eleva sobre ellos en intensidad y hasta en denodada agresividad. Son lenguajes de este tiempo de los que Pablo César -sin utilizar una sola línea de diálogo a lo largo de la obra- es testigo y elocuente transmisor. Será por eso que resulta tan plácida y bienvenida la interpretación audiovisual de "Preciosa dama azul", uno de los momentos más acariciantes de Fuego Gris.
Claudio España

El periodista Ricardo Bustos la describió así:

La película no tiene diálogo, es la música que habla por las acciones, vieron cuando se ponen los auriculares y no se lo sacan en todo el día y ven pasar a la gente, bueno eso es FUEGO GRIS, una genialidad rareza entre surrealismo y algo más pero es una hermosura musical (un tema mejor que el otro) y cinematográficamente genial.
Ricardo Bustos